# Куттер (судно)

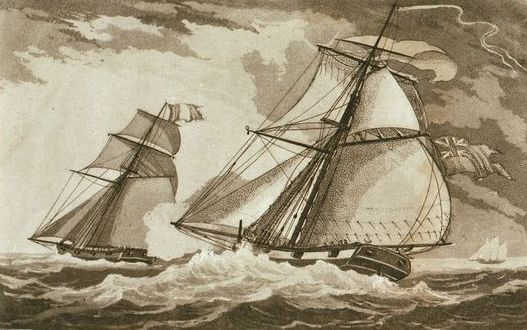
Куттер Nimble (1781) у гонитві за супротивником

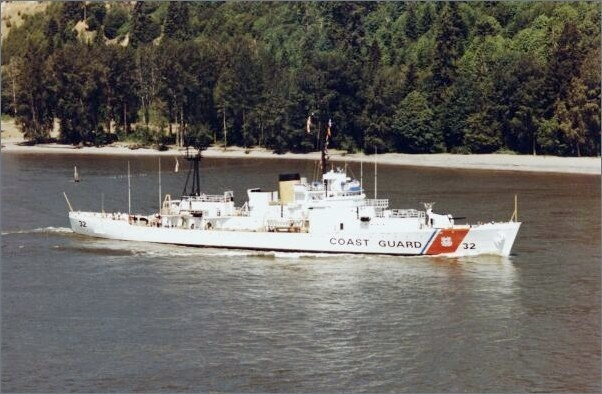
Куттер американської Берегової охорони «Кемпбелл», що активно діяв за часи Другої світової та Холодної війн

Куттер (англ. cutter) — назва різних видів плавзасобів. Воно може застосовуватися до оснащення (схеми вітрил) вітрильного судна (але з регіональними відмінностями у визначенні), до спеціального корабля урядового правоохоронного органу (наприклад, куттери берегової охорони чи прикордонних військ), до типу корабельного човна, який може використовуватися під вітрилами чи веслами, або, історично, до типу швидкохідних суден, представлених у XVIII столітті, деякі з яких використовувалися як невеликі військові кораблі.
Як вітрильний корабель, куттер — це однощоглове судно з двома або більше передніми вітрилами. На східній стороні Атлантики два передніх вітрила на одній щоглі — це найповніше сучасне визначення. У водах США застосовується більший рівень складності, з урахуванням розміщення щогли та деталей такелажу бушприта — тому човен із двома передніми вітрилами можна класифікувати як шлюп.
Урядові установи використовують термін «куттер» для суден, задіяних для патрулювання їхніх територіальних вод та іншої правоохоронної діяльності. Ця термінологія походить від вітрильних куттерів, які виконували таку роль з XVIII століття до кінця XIX століття. Хоча деталі відрізняються від країни до країни, загалом це невеликі кораблі, які можуть залишатися в морі тривалий час і за всіх звичайних погодних умов. Багато, але не всі, озброєні. Використання включає контроль кордонів країни та запобігання контрабанді.
Куттери як корабельні човни почали використовувати на початку XVIII століття (датування приблизно збігається з палубними вітрильними суднами). Це були виготовлені з клінкеру відкриті човни, які рухалися за допомогою весла та вітрила. Вони були більш оптимізовані для плавання, ніж баржі та пінаси, які були типами кораблів, що використовувалися в Королівському флоті. Однією з характерних рис цього була додана хвиля для збільшення надводного борту. Він був пронизаний вирізами для гребних замків для весел, тому не потрібно було встановлювати незвично високі валики для досягнення правильної геометрії для ефективного використання.
Куттери, як палубні вітрильні судна, призначені для швидкості, почали використовувати на початку XVIII століття. Коли цей термін був вперше представлений, він застосовувався переважно до форми корпусу, так само, як кліпер використовувався майже сто років потому. Деякі з цих екземплярів XVIII та XIX століть були оснащені як кечі або бриги. Однак типовою конструкцією, особливо для потреб військово-морських сил або захисту доходів, слугувала однощоглова установка з величезною кількістю вітрил. Було встановлено квадратні вітрила, а також повний комплект носових і кормових вітрил. У цивільному вжитку куттери здебільшого займалися контрабандою. Тому флот і берегова охорона також використовували куттери, намагаючись зловити тих, хто працює нелегально.